# Geologija Kolumbije
Geologija Kolumbije se nanaša na geološko sestavo Republike Kolumbije, ki določa njeno geografijo. Večina nastalega ozemlja Kolumbije pokriva obsežna območja znotraj Južnoameriške plošče, medtem ko veliko potopljenega ozemlja leži znotraj Karibske plošče in Nazca plošče.

## Geološka zgodovina
Kot v preostali Južni Ameriki je kombinacija zunanjih in notranjih tektonskih, vulkanskih in ledeniških sil v eonih oblikovala današnjo geologijo Kolumbije. Otokom podobni izdanki metamorfnih kamnin v vzhodnem Llanosu so vidni ostanki predkambrijskih obdobij. V 289 milijonov let dolgi paleozojski dobi, ki se je začela pred 541 milijoni let, je ocean vdrl na območje, ki je izpostavljeno v kolumbijskem andskem območju, saj so podzemni vulkanski izbruhi v zahodnem delu države izlili lavo. V triasu, 186 milijonov let dolge mezozojske dobe, ki se je začela pred 252 milijoni let, se je morje, ki je zasedlo andsko območje, po dvigu Cordillere Central razdelilo na dva dela. Velike plasti sedimentnih kamnin so bile odložene v jurski dobi, ki se je končala z veliko magmatsko aktivnostjo. V obdobju krede se je morje vzhodno od Cordillere Central razširilo do regije Putumayo na jugu, medtem ko se je podzemna vulkanska aktivnost nadaljevala zahodno od Cordillere Central. Med kenozojsko dobo, ki se je začela pred približno 66 milijoni let, so se morja umaknila z večine ozemlja Kolumbije in vzdolž Cordillere Occidental so nastale ogromne granitne mase. Tri kordiljere so se začele oblikovati pred 12 milijoni let. Cordillera Occidental in Cordillera Central tvorita zahodno in vzhodno stran masivnega kristalinskega loka, ki se razteza od Karibskih nižin do južne meje Ekvadorja.  Cordillera Oriental pa je sestavljena iz nagubanih stratificiranih kamnin, ki prekrivajo kristalinsko jedro.

## Seizmične aktivnosti
Tektonsko gibanje kordiljer se nadaljuje še danes, kar dokazuje pogosta potresna aktivnost. Kolumbija dejansko ostaja del pacifiškega ognjenega obroča, aktivnega potresnega območja, ki obdaja pacifiški bazen. Država leži tam, kjer se zbližujejo tri litosferske plošče – Nazca, Karibska in Južnoameriška plošča – in njihovo gibanje povzroča različne vrste geoloških prelomov. Skoraj vsi številni potresi v državi v zadnjih stoletjih so se zgodili v gorskih in obalnih regijah. Nedavni večji potresi so tisti v Popayánu 31. marca 1983 in v pasu gojenja kave v državi 25. januarja 1999; in en 6. marca 1987 na meji z Ekvadorjem, ki je meril 7,0 po Richterjevi magnitudni lestvici. Nedavni potresi, ki so prizadeli območja pacifiške obale Kolumbije, so vključevali enega, ki ga je spremljal cunami v Tumacu, departma Nariño, 12. decembra 1979, z močjo 7,9 po Richterjevi lestvici, največji v severozahodni Južni Ameriki od leta 1942; drugi 15. novembra 2004 z magnitudo 6,7; in en 10. septembra 2007 s 6,8. Čeprav so gradbeni standardi za novogradnje v glavnih mestih visoki, so manjša mesta in podeželska območja še posebej občutljiva na potrese.

## Dvignjena in potopljena območja
Kolumbijo sestavljata dve veliki teritorialni coni, ena je potopljena v Tihem oceanu in Karibskem morju, ki pokriva skupno površino 828.660 km², druga pa je dvignjeno kopno, ki ga tvorijo gorovje Andov in nižine Llanos, ki si ga delijo z Venezuelo in pokrivajo površino približno 1143,748 km².

### Dvignjena cona
V dvignjeni coni regijo odmakajo številne reke, kot so reke Meta, Vichada in Inirida, ki prispevajo k drugim večjim rekam, kot so reka Orinoko, reka Vaupés, reka Caquetá, reka Putumayo in reka Apaporis. Tudi regija Llanos je razdeljena na tri podregije;

#### Severne ravnice
Za severno območje so značilne valovite ravnine, podobne savani, ki so med gorovjem Andov in Gvajanskim ščitom, ki so nastale v terciarju, večinoma prekrite s peskom in glino, medtem ko so reke v kvartarju prispevale s sedimentnimi elementi iz Andov.

#### Območje gorovja Macarena
Druga regija je v osrednjem območju Llanosa z bolj valovito topografijo in formacijami, dvignjenimi kot Alto del Vaupés ali gorovje Serranía de la Macarena, izolirano sredi ravnic in proti Gvajanskemu ščitu.

### Južna območja =
Južno območje sestavlja večina porečij rek Putumayo in Amazonke, medtem ko je topografija položnejša od drugih dveh regij, to območje pokriva gosta džungla in sestavlja večino amazonske regije Kolumbije.

### Andska regija
Andska regija Kolumbije je drugo nastalo območje od dveh, ki sestavljata geologijo Kolumbije. To območje je nastalo po zapletenem geološkem razvoju, ki se je začel v paleozojski dobi, ko se je Nazca plošča zrušila, južnoameriška plošča pa jo je potisnila pod karibsko ploščo, ki je ustvarila vulkanske otoke ob pacifiški obali ob Kolumbiji in Panamsko ožino. Kolumbijski masiv v bližini meje z Ekvadorjem se je oblikoval in razdelil na tri gorske verige: Cordillera Central (osrednje gorovje), Cordillera Oriental (vzhodno gorovje) in Cordillera Occidental (zahodno gorovje), pri čemer je vsaka produkt treh različnih procesov nastanka in med seboj ločeni z dolinami.
Cordillera Oriental je bila najnovejša gorska veriga izmed treh, ki se je razvila do konca terciarnega obdobja in je sestavljena večinoma iz sedimentnih elementov. Nastanek Cordillera Oriental je prekril celinsko platformo s pelagičnimi sedimenti s predkambrijskimi in paleozojskimi metamorfnimi kamninami. Območje savane Bogotá in visokogorja Cundinamarca in planote Boyacá. Na severovzhodu je vulkanski metamorfno oblikovan masiv v Santanderju in Norte de Santanderju tvoril Ande v Venezueli ter gorovja Perijá in Motilones, med mejo Kolumbije in Venezuele v pleistocenu in dodal sedimentne kamnine v mezozoiku.
Cordillera Central je nastala iz Gvajanskega ščita v paleozojski dobi z vdori granita in metamorfizma. Na zahodu so osnovne vulkanske kamnine s konca krede in dioritne intruzivne kamnine terciarja. Na zahodu so metamorfne paleozojske kamnine in dva velika masiva v Ibaguéju in Serranía de San Lucas. Druga pomembna formacija je gorovje Baudó na zahodu države.